# Cubica Tschirnhausen

Cubica Tschirnhausen pentru cazul a = 1

În geometria algebrică cubica Tschirnhausen este o curbă plană, definită în forma sa cu deschiderea la stânga de ecuația polară
{\displaystyle r=a\sec ^{3}\left({\frac {\theta }{3}}\right)}
unde sec este funcția secantă.
Este o trisectoare.

## Istoric
Curba a fost studiată de Ehrenfried Walther von Tschirnhaus, Guillaume de l'Hôpital și Eugène Charles Catalan. Numele de „cubica Tschirnhausen” i-a fost dat de către Raymond Clare Archibald într-o lucrare din 1900. Mai este cunoscută sub numele de „cubica lui L'Hôpital” sau „curba trisectoare a lui Catalan”, care i-a stabilit expresia în coordonate carteziene.

## Alte relații
Fie {\displaystyle t=\tan(\theta /3)}. Aplicând formula lui Moivre se obține
{\displaystyle x=a\cos \theta \sec ^{3}{\frac {\theta }{3}}=a\left(\cos ^{3}{\frac {\theta }{3}}-3\cos {\frac {\theta }{3}}\sin ^{2}{\frac {\theta }{3}}\right)\sec ^{3}{\frac {\theta }{3}}=a\left(1-3\tan ^{2}{\frac {\theta }{3}}\right)}
{\displaystyle =a(1-3t^{2})}
{\displaystyle y=a\sin \theta \sec ^{3}{\frac {\theta }{3}}=a\left(3\cos ^{2}{\frac {\theta }{3}}\sin {\frac {\theta }{3}}-\sin ^{3}{\frac {\theta }{3}}\right)\sec ^{3}{\frac {\theta }{3}}=a\left(3\tan {\frac {\theta }{3}}-\tan ^{3}{\frac {\theta }{3}}\right)}
{\displaystyle =at(3-t^{2})}
forma parametrică a curbei. În coordonate carteziene parametrul t poate fi eliminat ușor, obținându-se
{\displaystyle 27ay^{2}=(a-x)(8a+x)^{2}}.
Dacă curba este translată orizontal cu 8a și semnele variabilelor sunt modificate, ecuațiile curbei care rezultă cu deschidere la dreapta sunt
{\displaystyle x=3a(3-t^{2})}
{\displaystyle y=at(3-t^{2})}
și în coordonate carteziene
{\displaystyle x^{3}=9a\left(x^{2}-3y^{2}\right)}.
Asta dă forma alternativă în coordonate polare
{\displaystyle r=9a\left(\sec \theta -3\sec \theta \tan ^{2}\theta \right)}.

## Generalizare
Cubica Tschirnhausen este o spirală sinusoidală cu {\displaystyle n=-1/3}.